# En jul när jag var liten
En jul när jag var liten är en samling av tjugo författares berättelser om en jul när de var små.

## Bakgrund
En jul när jag var liten är en antologi sammanställd av Harriet Alfons och Margot Henriksson. Precis som titeln antyder handlar berättelserna om författarnas barndomsjular. Några av de totalt tjugo berättelserna är äldre berättelser av t.ex. Selma Lagerlöf, Leon Garfield och Bengt Anderberg men de flesta är skrivna för att bli en del av antologin. Harriet Alfons och Margot Henriksson skriver i sitt förord “När vi fick idén att samla berättelser om “En jul när jag var liten” hade vi knappast någon föreställning om vilket fängslande resultat det skulle bli. De författare vi vände oss till bidrog alla med iver, och tillsammans med några redan klassiska julskildringar har vi fått en kavalkad som sträcker sig över ganska precis 100 år och som rör sig genom alla samhällslager”. De nyskrivna berättelserna är skrivna 1992, boken utgavs 1993 av Rabén & Sjögren.

## Innehåll
| Titel                                                 | Författare             | Illustratör                           |
| ----------------------------------------------------- | ---------------------- | ------------------------------------- |
| En jul i Småland för länge sen                        | Astrid Lindgren        | Ilon Wikland                          |
| Min osynliga jul                                      | Viveca Lärn            | Pija Lindenbaum                       |
| Överraskningen                                        | Rebecca Alsberg        | Charlotte Ramel                       |
| Barnkammargranen                                      | Carl Zetterström       | Carl Zetterström                      |
| Drömmen om en hund                                    | Inger Sandberg         | Lasse Sandberg                        |
| Jesusbarnets födelsedag                               | Gun-Britt Sundström    | Elsa Beskow och Aina Stenberg-MasOlle |
| Det förbjudna barnet (originaltitel: Forbidden child) | Leon Garfield          | Jens Ahlbom                           |
| Jul i Moskva                                          | Maria Nikolajeva       | Marianne Enqvist                      |
| Fylle-Svenssons och det underbara ögonblicket         | Margareta Strömstedt   | Eva Eriksson                          |
| En julklapp till pappa                                | Karin Stjernholm Ræder | Karin Stjernholm Ræder                |
| När jag var liten                                     | Ingrid Sjöstrand       | Cecilia Torudd                        |
| ...gå vi till paradis med sång                        | Helga Henschen         | Helga Henschen                        |
| Julfrid                                               | Stig Claesson          | Stig Claesson                         |
| Jul i New York                                        | Björn Berg             | Björn Berg                            |
| När farmor kokade rödkål                              | Bengt Anderberg        | Sven Nordqvist                        |
| Två hästar och en vagn                                | Berit Spong            | Ann-Madeleine Gelotte                 |
| Julen                                                 | Tove Jansson           | Tove Jansson                          |
| Juleljus                                              | Alf Henrikson          | Fibben Hald                           |
| Julklappsboken                                        | Selma Lagerlöf         | Marit Törnqvist                       |
| Till sist                                             | Eva von Zweigbergk     | Birger Lundquist                      |

## Böcker
- Harriet Alfons & Margot Henrikson (1992):En jul när jag var liten. Rabén & Sjögren. Stockholm, ISBN 9129620597

## Översättningar
- Danska: Jul da jeg var lille, Gyldendal, 1996, ISBN 8700159786 (innehåller bara berättelserna om  Astrid Lindgren, Margareta Strömstedt, Bengt Anderberg, Viveca Lärn, Rebecca Alsberg, Alf Henrikson och Selma Lagerlöf)
- Tyska: Angelika Kutsch (1996): Weihnachten, als ich klein war. Hamburg: Oetinger. Illustrerad av Peter Knorr. ISBN 9783789140068 (innehåller bara berättelserna om Astrid Lindgren, Margareta Strömstedt, Bengt Anderberg och Viveca Lärn)